# Becontree metróállomás
A Becontree a londoni metró egyik állomása az 5-ös zónában, a District line érinti.

## Története
Az állomást 1926-ban adták át Gale Street Halt néven a London Tilbury & Southend részeként. 1932-től a District Railway vonatai is érintik, jelenlegi nevét is ekkor kapta.

## Forgalom
| Járat | Útvonal | Gyakoriság     |
| ----- | --- | -------------- |
|       | Upminster – Upminster Bridge – Hornchurch – Elm Park – Dagenham East – Dagenham Heathway – Becontree – Upney – Barking – East Ham – Upton Park – Plaistow – West Ham – Bromley-by-Bow – Bow Road – Mile End – Stepney Green – Whitechapel – Aldgate East – Tower Hill – Monument – Cannon Street – Mansion House – Blackfriars – Temple – Embankment – Westminster – St. James’s Park – Victoria – Sloane Square – South Kensington – Gloucester Road – Earl’s Court (– tovább Wimbledon, Richmond, Kensington (Olympia) és Ealing Broadway felé) | 4-5 percenként |

## Átszállási kapcsolatok
| Állomás   | Átszállási kapcsolatok   |
| --------- | ------------------------ |
| Becontree | Helyi buszok (Becontree) |

## Fordítás
- Ez a szócikk részben vagy egészben  a   Becontree tube station című angol Wikipédia-szócikk fordításán alapul.  Az eredeti cikk szerkesztőit annak laptörténete sorolja fel. Ez a jelzés csupán a megfogalmazás eredetét és a szerzői jogokat jelzi, nem szolgál a cikkben szereplő információk forrásmegjelöléseként.